# Liste des fontaines du 7e arrondissement de Paris

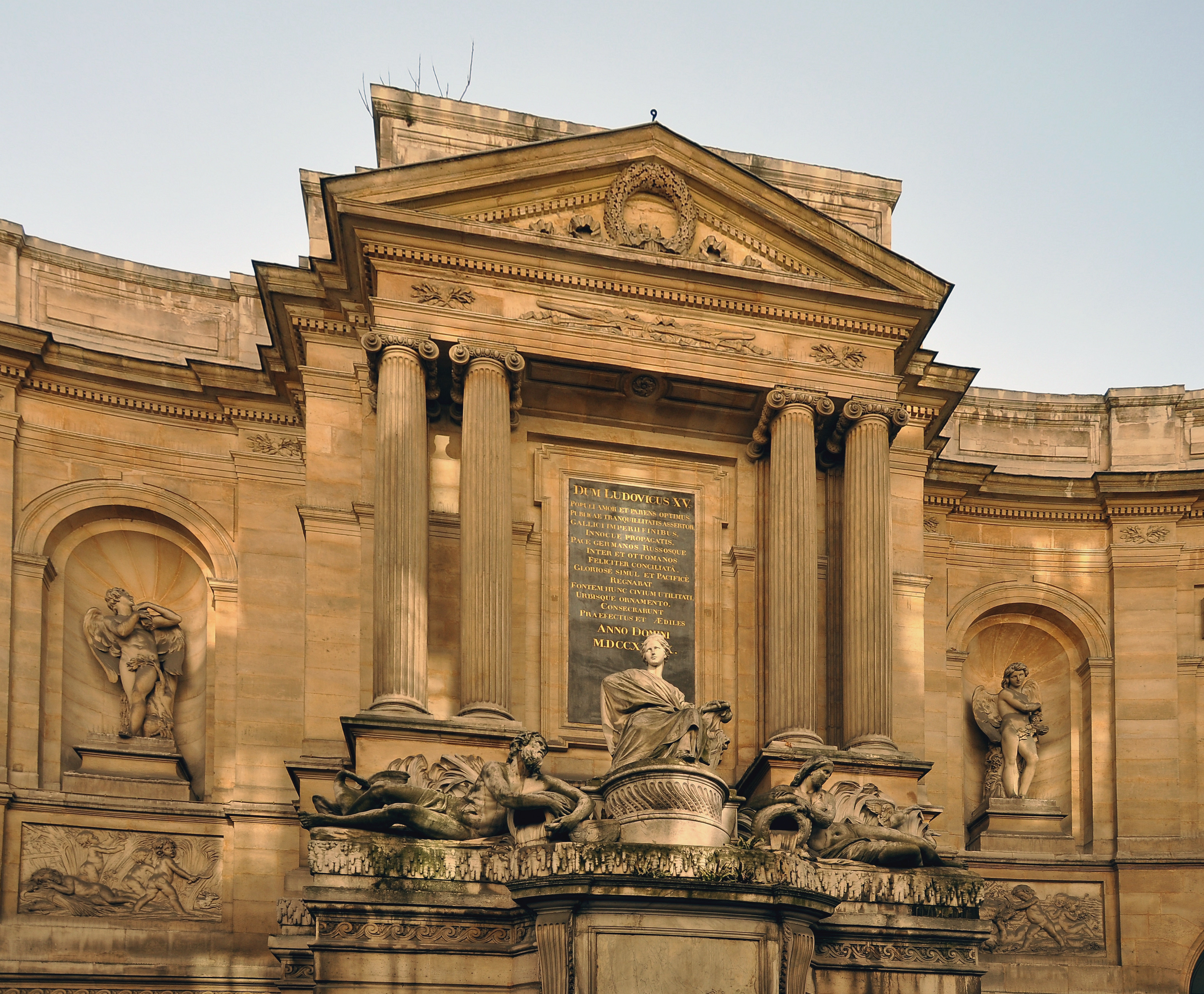
Fontaine des Quatre-Saisons.

Cet article recense les fontaines du 7e arrondissement de Paris, en France.

## Statistiques
Trois fontaines sont protégées au titre des monuments historiques : 
- des Quatre-Saisons[2],
- du Gros-Caillou [3],
- et du Fellah[4].

## Liste
| Fontaine                                                                      | Localisation                                                               | Coordonnées                 | Auteur(s) | Date                | Illus. |
| ----------------------------------------------------------------------------- | -------------------------------------------------------------------------- | --------------------------- | --- | ------------------- | ------ |
| Bassins de l'avenue de Breteuil                                               | Avenue de Breteuil Place El Salvador                                       | 48° 51′ 09″ N, 2° 18′ 44″ E | |                     |        |
| Bassins du Champ de Mars                                                      | Place Jacques-Rueff Avenue Joseph-Bouvard                                  | 48° 51′ 22″ N, 2° 17′ 52″ E | | 1908-1928           |        |
| Bassin du Jardin des Invalides                                                | 129 rue de Grenelle                                                        | 48° 51′ 30″ N, 2° 18′ 42″ E | | XVIIe siècle        |        |
| Bassins de la place Joffre                                                    | Place Joffre Avenue de La Motte-Picquet                                    | 48° 51′ 11″ N, 2° 18′ 13″ E | Creusot (architecte)                                                                                               | 1958                |        |
| Fontaine du Fellah ou Fontaine Egyptienne (dans la cour de l'Hôpital Laënnec) | 40-42 rue de Sèvres                                                        | 48° 50′ 58″ N, 2° 19′ 19″ E | François-Jean Bralle (architecte) Pierre-Nicolas Beauvallet (sculpteur) Jean-François-Théodore Gechter (sculpteur) | 1806 1844           |        |
| Fontaine de l'Hôtel de Castries                                               | 72 rue de Varenne                                                          | 48° 51′ 20″ N, 2° 19′ 10″ E | | fin du XVIIe siècle |        |
| Fontaine de l'Hôtel de Pomereu                                                | 67 rue de Lille                                                            | 48° 51′ 34″ N, 2° 19′ 33″ E | | avant 1872          |        |
| Fontaine de l'Intendant                                                       | Boulevard de la Tour-Maubourg Jardin de l'Intendant                        | 48° 51′ 16″ N, 2° 18′ 40″ E | Bertrand Monnet (architecte)                                                                                       | 1980                |        |
| Fontaine de Mars ou Fontaine du Gros-Caillou                                  | 129-131 rue Saint-Dominique                                                | 48° 51′ 30″ N, 2° 18′ 09″ E | François-Jean Bralle (architecte) Pierre-Nicolas Beauvallet (sculpteur)                                            | 1806-1809           |        |
| Fontaine du Musée Rodin Hôtel Biron                                           | 79 rue de Varenne                                                          | 48° 51′ 15″ N, 2° 18′ 56″ E | Auguste Rodin | 1901-1904           |        |
| Pataugeoire du square des Missions Étrangères                                 | Square des Missions-Étrangères Rue du Bac                                  |                             | |                     |        |
| Fontaine des Quatre-Saisons                                                   | 57-59 Rue de Grenelle                                                      | 48° 51′ 17″ N, 2° 19′ 29″ E | Edmé Bouchardon | 1739-1745           |        |
| Fontaine du square Rapp                                                       | Square Rapp                                                                | 48° 51′ 32″ N, 2° 18′ 04″ E | |                     |        |
| Fontaine du square Récamier                                                   | Square Roger-Stéphane 7 rue Juliette-Récamier                              | 48° 51′ 10″ N, 2° 19′ 41″ E | |                     |        |
| Fontaine Saint-Jean                                                           | 147 rue de Grenelle                                                        | 48° 51′ 28″ N, 2° 18′ 28″ E | | 1987                |        |
| Fontaine du Square Santiago du Chili ou Fontaine de la Tour-Maubourg          | Square Santiago-du-Chili, déplacée depuis la place de la Madeleine en 1902 | 48° 51′ 28″ N, 2° 18′ 37″ E | Gabriel Davioud (architecte) François-Théophile Murguet (sculpteur)                                                | 1864-1865           |        |
| Fontaine des Victimes du Terrorisme ou Parole Portée                          | Boulevard de la Tour-Maubourg                                              | 48° 51′ 26″ N, 2° 18′ 37″ E | Nicolas Alquin | 1998                |        |